# Cristianesimo in Vietnam
Il cristianesimo in Vietnam è una religione minoritaria. Circa il 70% della popolazione vietnamita non appartiene a nessuna religione organizzata, il 15% circa è di religione buddhista (corrente Mahayana); i cristiani rappresentano circa l'8,5% della popolazione e la maggioranza di essi (circa il 7,5%) è di confessione cattolica. Il Vietnam è ufficialmente uno stato ateo, ma la sua costituzione riconosce la libertà di religione (compresa quella di non seguire alcuna religione), con le limitazioni stabilite dalla legge. La legge sulla libertà di fede e di religione, approvata nel 2004 e aggiornata nel 2018, stabilisce che tutte le religioni sono uguali di fronte alla legge e i fedeli di ciascuna religione sono liberi di seguire le pratiche e cerimonie religiose. Ogni religione si deve registrare e ottenere il riconoscimento da parte del governo. Tra le religioni riconosciute dal governo vi sono buddhismo, cristianesimo, islam, religione bahai, caodaismo, hoahaoismo e altre religioni minori. Nonostante la libertà di religione sia garantita in linea di principio, in certe zone vengono segnalate discriminazioni a danno di cristiani protestanti appartenenti a minoranze etniche.

## Confessioni cristiane presenti

### Chiesa cattolica
La Chiesa cattolica in Vietnam fa parte della Chiesa cattolica mondiale, sotto la guida spirituale del Papa a Roma. Dal punto di vista territoriale, la Chiesa cattolica è organizzata con tre sedi metropolitane (l'arcidiocesi di Hanoi, l'arcidiocesi di Huê e l'Arcidiocesi di Hô Chí Minh) e 24 diocesi suffraganee.

### Chiesa ortodossa
Dal 2019 esiste una eparchia della Chiesa ortodossa russa dipendente dall'Esarcato patriarcale del sud-est asiatico, con giurisdizione anche sulle Filippine.

### Protestantesimo
Il protestantesimo arrivò in Vietnam nei primi del Novecento. Nel 1911, a cura della missione statunitense della Comunità mondiale dellìAlleanza, venne fondata la Chiesa evangelica del Vietnam, che dopo la divisione del Paese in seguito alla guerra d'Indocina si divise in due rami. Mentre nel Vietnam del Nord i protestanti rimasero rappresentati unicamente dalla Chiesa Evangelica nordvietnamita, nel Vietnam del Sud erano rappresentati da diverse denominazioni, tra cui la Chiesa Evangelica sudvietnamita, la Chiesa riformata di Francia, Chiese appartenenti alla Comunione anglicana, evangelici, battisti e avventisti. Nel 1975, dopo la fine della guerra del Vietnam con la riunificazione del Paese sotto il governo del Vietnam del Nord, la Chiesa Evangelica sudvietnamita e le altre denominazioni protestanti non vennero riconosciute dal governo del nord. Dopo il 2000, diverse denominazioni sono state riconosciute.
Le più importanti denominazioni protestanti presenti in Vietnam sono le seguenti:
- Chiesa evangelica del Vietnam del Nord: è riconosciuta dal 1963;
- Chiesa evangelica del Vietnam del Sud: è stata riconosciuta nel 2001 ed è la maggiore denominazione protestante del Vietnam;
- Chiesa mennonita del Vietnam: espressione del movimento mennonita, è stata riconosciuta nel 2007;[7]
- Grace Baptist Church: fondata dalla missione vietnamita della Southern Baptist Convention, è stata riconosciuta nel 2007;[8]
- Chiesa Avventista del Settimo giorno in Vietnam: fondata dalla missione vietnamita della Chiesa cristiana avventista del settimo giorno, è stata riconosciuta nel 2008;[9]
- Chiesa presbiteriana del Vietnam: espressione del presbiterianesimo, è stata riconosciuta nel 2008;[10]
- Assemblee di Dio in Vietnam: l'organizzazione, affiliata con l'Assemblea Mondiale delle Assemblee di Dio, ha ricevuto il riconoscimento nel 2019;[11]
- Chiesa metodista unita del Vietnam: espressione del movimento metodista, è una denominazione in crescita ma non ha ancora ottenuto il riconoscimento da parte del governo.[12]